# Teucholabis (Teucholabis) submolesta
Teucholabis (Teucholabis) submolesta is een tweevleugelige uit de familie steltmuggen (Limoniidae). De soort komt voor in het Neotropisch gebied.